# Banaue
Banaue, officiellement ville de Banaue (en Tagalog :  Lungsod ng Banawe) est une municipalité de la province d'Ifugao aux Philippines. Elle est connu pour abriter les célèbres rizières en terrasses de Banaue, un site classé au patrimoine mondial de l’UNESCO.  Selon le dernier recensement en 2020, la ville compterait 20 652 habitants.

## Nom
L'étymologie du nom « Banaue » provient probablement de la langue ifugao, une langue austronésienne parlée dans la région de la cordillère des Philippines. Une des hypothèses suggère que Banaue dérive du terme « banaw » en tagalog, faisant référence à un fruit très présent dans la région ou bien du terme « banawe » qui signifie femme ou fille. D'autres théories suggèrent des liens avec des termes locaux désignant un lieu élevé ou un terrain où l'on cultive le riz.
Cependant, ces étymologies restent incertaines, et  il existe différentes explications de l'origine du nom. Celui-ci pourrait aussi avoir évolué au fil des siècles, intégrant des éléments des différentes langues présentes dans la région.

## Géographie et infographie
La ville se situe à 340 kilomètres de la capitale, Manille. Banaue compte un peu plus de 20 000 habitants pour 191 000km2 soit une densité de 110hab/km2. La ville est à une altitude comprise entre 481 et 2 689 mètres pour le point le plus élevé.

### Districts

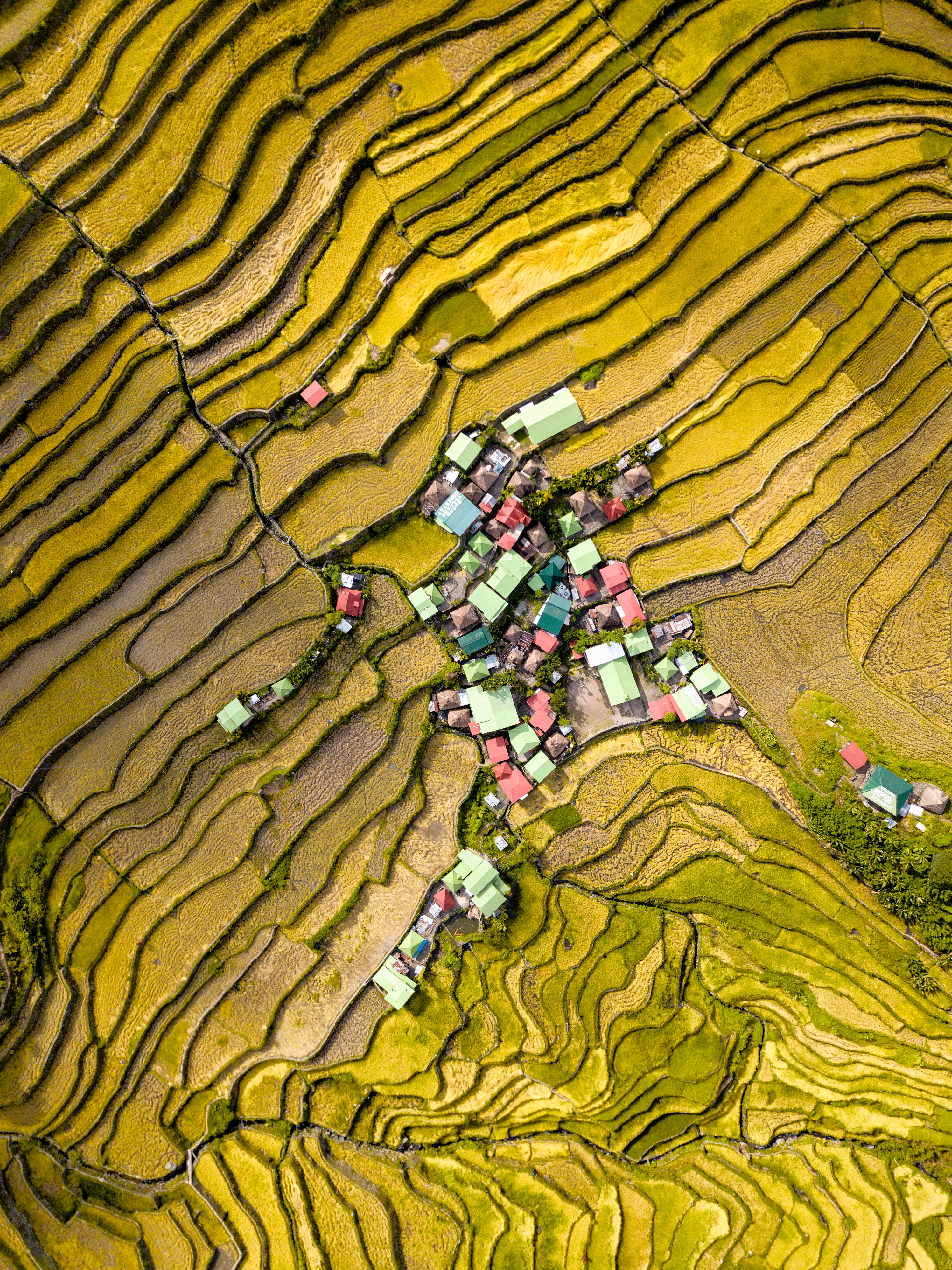
Rizières en terrasses autour du village de Batad, à Banaue.

Banaue est divisée en 18 districts (barangays). Dans les barangays de Bangaan et Batad se trouvent les rizières de Banaue.
| - Amganad - Anaba - Bangaan - Batad - Bocos - Banao - Cambulo - Ducligan - Gohang | - Kinakin - Poblacion - Poitan - San Fernando - Balawis - Ujah or Uhaj - Tam-an - View Point - Pula |

### Climat et démographie
Le climat de Banaue, est de type tropical de haute montagne, caractérisé par des températures fraîches et un temps relativement humide.
Les températures à Banaue sont modérées tout au long de l'année en raison de son altitude (environ 1 500 mètres au-dessus du niveau de la mer). Les températures moyennes oscillent entre 15°C et 25°C. L'été y est généralement plus frais que dans les régions basses des Philippines.
Banaue connaît deux saisons principales :
- La saison des pluies (de mai à octobre), avec des pluies fréquentes qui peuvent être violentes à cause des typhons.
- La saison sèche (de novembre à avril), où les précipitations sont plus rares et les températures plus agréables.

| Mois                              | jan. | fév. | mars | avril | mai | juin | jui. | août | sep. | oct. | nov. | déc. | année |
| --------------------------------- | ---- | ---- | ---- | ----- | --- | ---- | ---- | ---- | ---- | ---- | ---- | ---- | ----- |
| Température minimale moyenne (°C) | 15   | 15   | 16   | 18    | 19  | 19   | 19   | 19   | 19   | 18   | 17   | 16   | 18    |
| Température maximale moyenne (°C) | 21   | 23   | 24   | 26    | 25  | 25   | 24   | 24   | 24   | 24   | 23   | 22   | 25    |
| Précipitations (mm)               | 35   | 46   | 63   | 117   | 402 | 400  | 441  | 471  | 440  | 258  | 94   | 68   | 2 835 |

| 1918   | 1960   | 1980   | 2000   | 2010   | 2020   |
| ------ | ------ | ------ | ------ | ------ | ------ |
| 17 013 | 17 877 | 22 900 | 20 563 | 22 365 | 20 652 |

## Histoire

### Antiquité
La région de Banaue est habitée depuis plus de 2 000 ans par les ancêtres des Ifugaos, un peuple indigène des montagnes des Philippines. Pendant cette période, ces populations ont commencé à développer les prémices de la culture en terrasses. Bien que les Philippins avancent la thèse que les célèbres terrasses de la ville ont été bâties vers l’an 100, de récentes études penchent plutôt pour une construction aux alentours du XIe siècle. Ces structures ont été probablement construites à l'aide d'outils simples en pierre, adaptées aux pentes escarpées de la région.

### Moyen-Âge
Durant le Moyen Âge, les rizières en terrasses ont été construites et développées, devenant un réseau sophistiqué irrigué par des systèmes de canaux. Cette période a vu l'apogée des échanges culturels et des traditions orales entre les communautés d’Ifugaos, permettant de développer dans toute la région les techniques de chaque village. Les croyances animistes et les rituels agricoles jouaient un rôle central dans la vie quotidienne, on sait aujourd’hui que leurs croyances polythéistes dictaient la journée des habitants de Banaue. 

### Période pré-coloniale
Jusqu'à l'arrivée des colons espagnoles, la région de Banaue est restée isolée et autonome, bien qu’on ne puisse pas parler non plus d’autarcie. Les Ifugaos avaient leur propre système de gouvernement tributaire, fondé sur des structures clanique et patriarcales. Ils pratiquaient des échanges commerciaux avec d'autres communautés montagnardes et des groupes côtiers voisins, bien que leur topographie ait limité l'influence extérieure sur leur village.

### Période coloniale espagnole (XVIe-XIXesiècle)

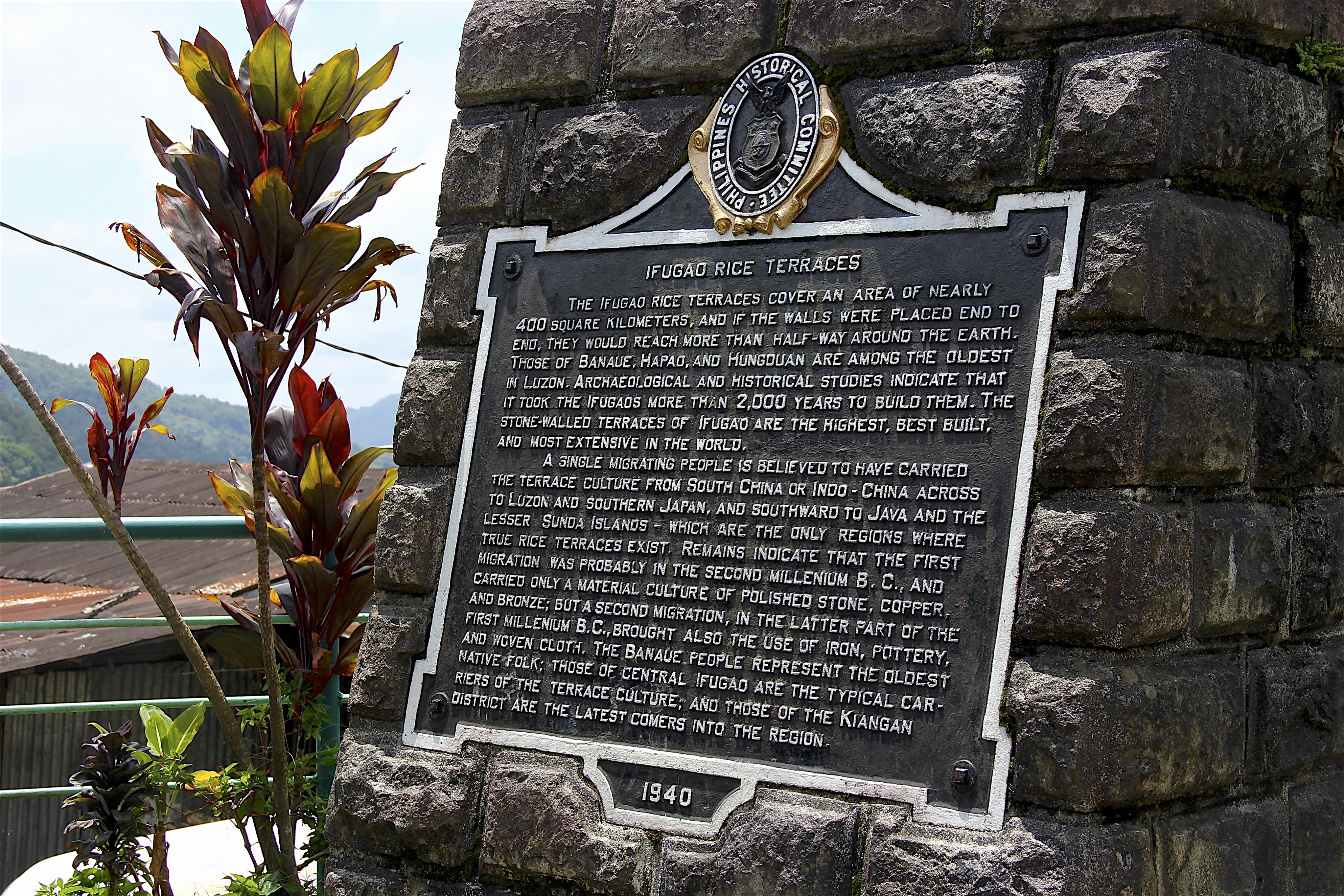
Plaque racontant l’histoire de Banaue

Lorsque les Espagnols ont commencé à coloniser les Philippines au XVIe siècle, la région montagneuse de Banaue, difficile d'accès, est restée relativement isolée des influences coloniales. Les Ifugaos ont conservé leur culture et leurs traditions, bien qu'ils aient été confrontés aux tentatives de christianisation et d’éducation menées par des missionnaires. Cette période a permis au village de découvrir de nouvelles technologies sans perdre leur mode de vie traditionnel. L’évangélisation et l’éducation aux langues européennes a finalement peu d’influence dans ce village reculé, apportant tout de même des techniques de médecines européennes.

### Période de domination américaine (XXesiècle)
L'arrivée des Américains au début du XXe siècle a marqué le début d'une modernisation progressive de la région de Banaue. Les autorités coloniales ont construit des routes et facilité l'accès aux régions montagneuses, permettant une plus grande interaction avec le reste du pays. Le libéralisme américain a mené à des tentatives d'exploitation des ressources du territoire, cependant, les Ifugaos ont continué à protéger leur identité culturelle et à maintenir leurs traditions agricoles, empêchant les Occidentaux de dénaturer le territoire. Toutefois,  l’influence américaine a commencé à se faire sentir dans le village, accueillant de nouveaux arrivants et une présence ponctuelle d’occidentaux faisant des études dans la région. La ville s’est fait connaître en 1945 lorsque le célèbre général japonais Tomoyuki Yamashita, connu sous le nom du « Tigre de Malaisie » s’y réfugie pour fuir l’avancée américaine. Il sera arrêté dans ce village par des militaires Philippins.

### Les Temps modernes

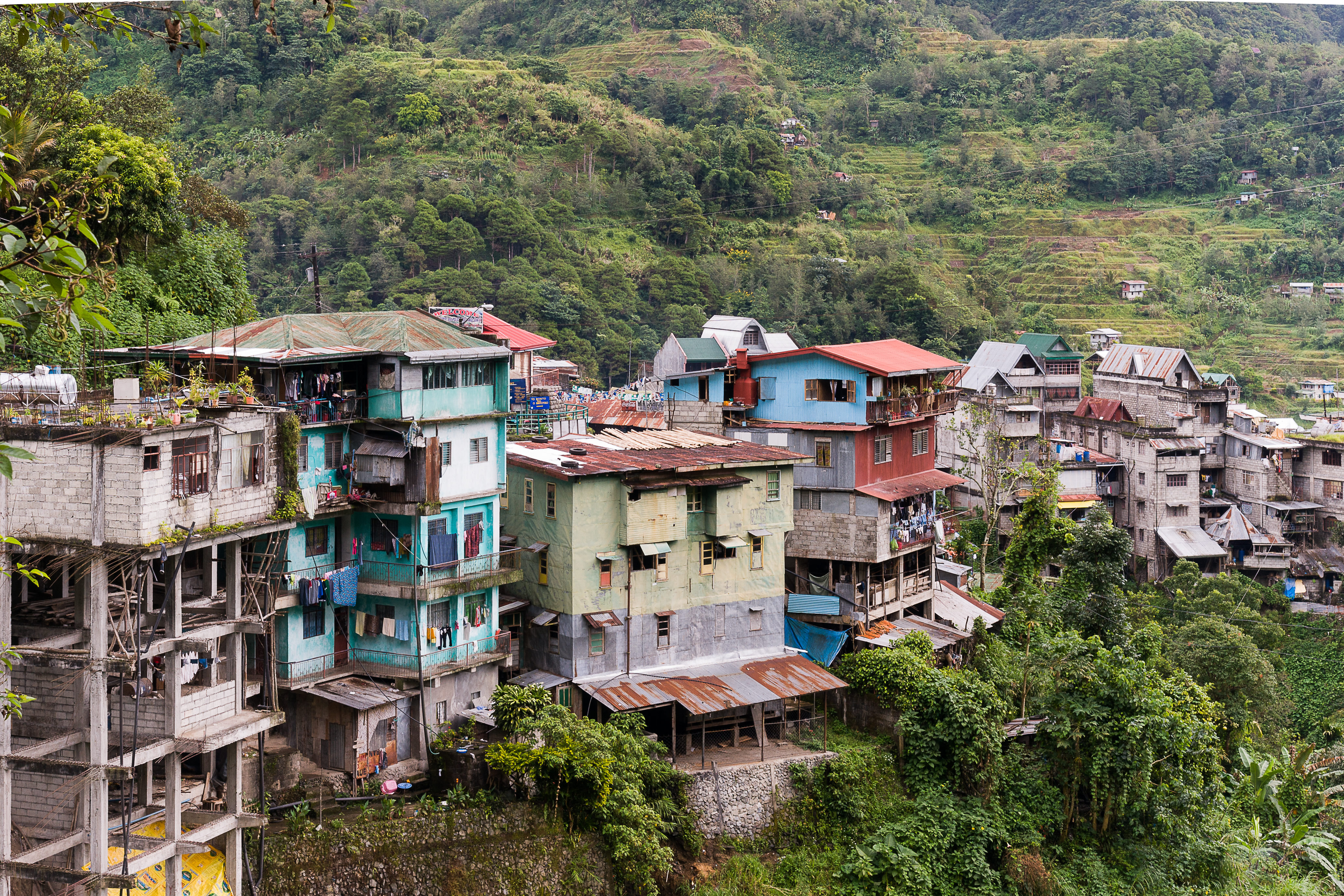
Photo de la ville de Banaue

Depuis le début du XXIe siècle, Banaue est devenue un site touristique prisé en raison de ses rizières en terrasses, qui attirent des visiteurs du monde entier. Souvent considéré comme la 8e merveille du Monde, la ville a subis un développement considérable au niveau de ses infrastructures. La culture des indigènes a peu à peu disparu dans la région, au profit de la culture occidentale. La ville fait également face à des défis liés à la modernisation, à l'exode rural et aux effets du changement climatique, qui menacent l'intégrité des terrasses et la transmission des savoir-faire traditionnels. Des initiatives de conservation ont été mises en place pour protéger ce patrimoine, tout en soutenant le développement économique local.

## Culture et patrimoine

### Culture du riz
La culture ifugao est centrée sur le riz, considéré comme une culture de prestige dans le monde entier. Elle se manifeste à travers une série de fêtes liées aux riz, qui sont indissociables de rites agricoles minutieux. La saison des récoltes appelle à de grandes fêtes de remerciement, tandis que le rite de fin de récolte, appelé tungo ou tungul, comparable au dimanche dans la culture chrétienne, interdit tout travail agricole. La consommation de bière de riz, appelée bayah (en), de gâteaux de riz et de noix de bétel est une pratique incontournable des festivités.  
Reconnu comme les bâtisseurs inégalés de rizières en terrasses, le peuple ifugao pratique l'agriculture sur brûlis, consacrant la majeure partie de son temps à l'entretien et l’exploitation des terrasses et des terres forestières tout en cultivant occasionnellement des racines dans le cadre de l'agriculture itinérante. Cette diversification agricole, entre la culture du riz et celle de fruits et de racines, est pratiquée par les Ifugaos depuis plusieurs centaines d’années. Ce choix reflète leur conscience d'une agriculture diversifiée et durable. Même la construction des rizières en terrasses, un travail pénible consistant à couvrir les murs de pierres et de terre et à acheminer l'eau depuis un canal d'irrigation principal au-dessus des terrasses, montre l’intelligence des Ifugaos, surmontant le défi de la géographie.

### Musée
Un musée est présent dans la ville et présente l’histoire de Banaue et des indigènes qui y ont vécu.

### Lieux touristiques

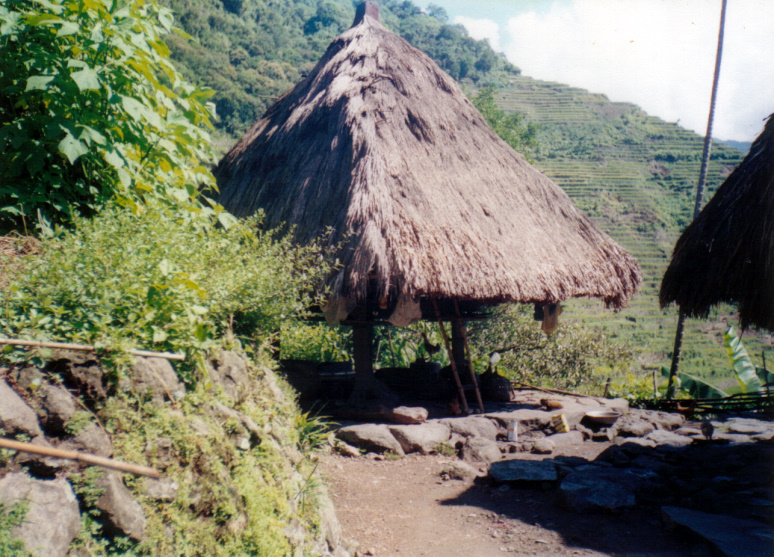
Maison traditionnelle

On retrouve plusieurs lieux touristiques à Banaue mais celui qui attire le plus de visiteurs est sans nul doute les rizières en terrasses. Les touristes, fascinés par la beauté des paysages d’Ifugao y viennent en nombre. Ces visiteurs peuvent donc admirer les paysages spectaculaires, qui s'étendent sur des centaines de kilomètres, et profiter de randonnées à travers les différentes terrasses et profiter de point de vue sur la vallée comme que le village de Batad. Ce site est inscrit au patrimoine mondial de l’UNESCO. En plus des paysages, les touristes peuvent visiter le village, et découvrir des festivals locaux, l’architecture des maisons et l'artisanat traditionnel.
Cependant, l’afflux touristique a des répercussions néfastes sur l’environnement , notamment en termes de préservation des terrasses. En effet, le grand nombre de visiteurs et l'usure du temps entraîne l’affaissement du terrain. Le tourisme est encouragé à adopter des pratiques respectueuses de l'environnement pour éviter la dégradation des rizières.